# Heinrich von Haag
Heinrich Daniel Maria Haag, seit 1893  Ritter von Haag (* 21. August 1838 in München; † 13. November 1928 ebenda), Pseudonym: Heinrich Haunsberg, war ein bayerischer Jurist, Beamter und Versicherungsfachmann.

## Leben

### Herkunft
Er war der Sohn des Rats und Zentralkassiers bei der Königlich Bayerischen Generaldirektion der Verkehrsanstalten in München Ludwig Haag (1804–1887) und dessen Ehefrau Johanna, geborene von Mangstel (1807–1893). Sein Bruder war der spätere bayerische General der Infanterie Hermann von Haag (1843–1935).

### Karriere

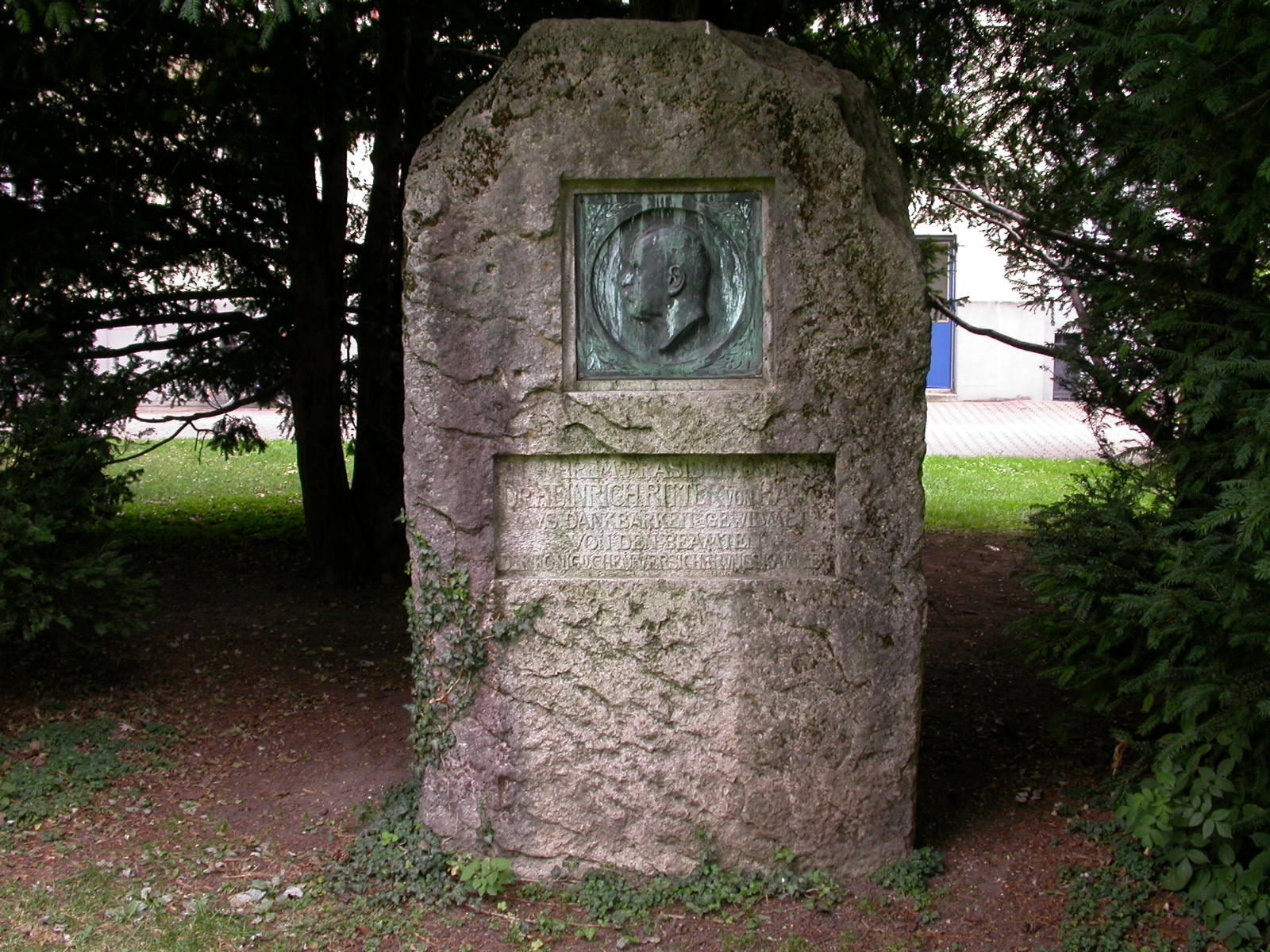
Haag-Denkmal in der Brahmsstraße in München-Bogenhausen

Haag absolvierte nach abgelegtem Abitur ein Studium der Rechtswissenschaften an der Ludwig-Maximilians-Universität München. Nachdem er sich schon während des Studiums mit den Fragen der Landwirtschaft auseinandersetzte, trat Haag in der Folge die Stelle des Kreissekretärs des Landwirtschaftlichen Vereins von Oberbayern an, anschließend wurde er zum Bezirksamtassessor und Vorstand des landwirtschaftlichen Bezirksausschusses in Laufen bestellt. 1875 wurde er zu den Vorarbeiten für das Brandversicherungsgesetz in  das Staatsministerium des Innern berufen, danach wurde er als Referent bei der neugeschaffenen Brandversicherungskammer eingesetzt.
Nachdem er 1880 zum Ministerialdirektor ernannt worden war, wurde ihm die Leitung der Referate für Versicherungswesen und Landwirtschaft im Innenministerium übertragen. Haag, der zusätzlich den Vorsitz der Landesflurbereinigungs- und der Landeskulturrentenkommission führte, war in dieser Periode federführend an der Errichtung der Hagelversicherungsanstalt im Jahre 1884, des ersten staatlichen Hagelversicherungsunternehmens weltweit, sowie der Viehversicherungsanstalt im Jahre 1896 beteiligt. 1896 übernahm Haag das Präsidentenamt der Versicherungskammer, das er bis zu seiner Verabschiedung in den Ruhestand 1910 innehielt. In diese Ära fiel die Schaffung der Pferdeversicherungsanstalt im Jahre 1900.
Haag war 1893 durch Prinzregent Luitpold mit dem Ritterkreuz des Verdienstordens der Bayerischen Krone beliehen worden. Damit verbunden war die Erhebung in den persönlichen Adelsstand und er durfte sich nach der Eintragung in die Adelsmatrikel „Ritter von Haag“ nennen. 1910 hatte er das Großkomtur zu diesem Orden erhalten. Haag, der 1897 mit einem Ehrendoktorat der Friedrich-Alexander-Universität Erlangen-Nürnberg ausgezeichnet wurde, trat als Verfasser von Kommentaren zu bayerischen Landwirtschafts- und Versicherungsgesetzen sowie unter dem Pseudonym Heinrich Haunsberg von Theaterstücken hervor.

### Familie
Er hatte sich 1866 in Kufstein mit Karoline (1841–1929), der Tochter des k. k. Rittmeisters Raimund Kaan Edler von Albest verheiratet.

## Publikationen
- Das Gesetz über die Bewässerungs- und Entwässerungs-Unternehmungen zum Zwecke der Bodenkultur vom 28. Mai 1852, Grubert, München 1866.
- Die Landwirthschaft auf der Weltausstellung zu Paris. E. A. Fleischmann’s Buchhandlung, München 1867.
- Die landwirthschaftlichen Hausthiere. Zusammenstellung und Erklärung aller auf dieselben bezüglichen Bestimmungen mit Einschluß des Gesetzes über die Rinderpest, Viehgewährschaft und der Seuchenordnung u.s.w. E. A. Fleischmann’s Buchhandlung, München 1868.
- Darstellung der landwirthschaftlichen Verhältnisse des Amtsbezirks Laufen in Oberbayern. E. A. Fleischmann’s Buchhandlung, München 1870.
- Die Körordnung und die hierzu erlassenen Vollzugsvorschriften. Beck, München 1882.
- Das bayerische Gesetz, die Flurbereinigung betreffend, vom 29. Mai 1886. Beck, München 1886.
- Die Bestimmungen über die bayerische Pferdezucht. Beck, München 1891.
- Kurze Beschreibung der landwirthschaftlichen Verhältnisse in Bayern. Oldenbourg, München 1893.
- Die Immobiliar-Brandversicherung in ihren rechtlichen Beziehungen: Vortrag gehalten in der Juristischen Gesellschaft zu München. Gotteswinter, München 1903.
- Mit Heinrich von Jan: Das bayerische Hagelversicherungsgesetz vom 13. Februar 1884/4. April 1910: In der Fassung der Bekanntmachung vom 23. April 1910. Erläuterung und mit Vollzugsvorschriften, Formularen sowie einem Sachregister. Ausgabe 2, Beck, München 1910.
- Das bayerische Gesetz, betreffend Die Landeskultur-Rentenanstalt, vom 21. April 1894. Ausgabe 2, Beck, München 1911.
- Das bayerische Pferdeversicherungsgesetz in der Fassung des Gesetzes vom 4 April 1910 samt dem Normalstatut vom 18 April 1910 mit Erläuterungen und Vollzugsvorschriften. Ausgabe 2, Beck, München 1911.
- Die Tochter Jephthas: Trauerspiel in fünf Akten. F.P. Datterer & Cie. München 1914.
- Der Gaukler: Dramatische Szene nach der Erzählung von E. Simson. F.P. Datterer & Cie. München 1917.